# Vieux (Calvados)
Vieux é uma comuna francesa na região administrativa de Normandia, no departamento de Calvados. Estende-se por uma área de 5,5 km². Em 2010 a comuna tinha 691 habitantes (densidade: 125,6 hab./km²).